# 圣哥达铁路隧道
圣哥达铁路隧道（德語：Gotthardtunnel），瑞士哥达铁路途径的一条15.003（9.322英里）长的铁路隧道，是穿越瑞士阿爾卑斯山脈中部圣哥达山丘的圣哥达山口第一条隧道，两端分别是烏里州格申嫩和提契諾州艾羅洛。隧道内铺设有复线铁路的標準鐵軌。该隧道于1882年启用，曾是世界上最长的隧道。後來世界上最長的隧道的稱呼經過多番易手，轉移到替代本隧道的聖哥達基線隧道。

## 外部連結
- 维基共享资源上的相關多媒體資源：圣哥达铁路隧道

| 紀錄                      | 紀錄               | 紀錄                |
| ------------------------- | ------------------ | ------------------- |
| 前任者： 弗雷瑞斯鐵路隧道 | 最長隧道 1882–1906 | 繼任者： 辛普朗隧道 |